# بيت قرادة (أرحب)

تعديل مصدري - تعديل

بيت قرادة هي إحدى قرى عزلة بني مرة بمديرية أرحب التابعة لمحافظة صنعاء، بلغ تعداد سكانها 103 نسمة حسب تعداد اليمن لعام 2004.